# Louis Parisot (homme politique)
Pour les articles homonymes, voir Louis Parisot et Parisot.
Louis Parisot est un homme politique français né le 30 août 1831 à Remiremont (Vosges) et décédé le 2 février 1915 au Thillot (Vosges).

## Biographie
Né le 30 août 1831 à Remiremont d'un marchand de vin, il fait ses études au collège de Remiremont puis à la faculté de médecine à Paris où il est reçu docteur en 1856 avec une thèse sur les accidents de la première dentition. Il s'installe alors au Thillot. Il y entreprend un travail de vaccination antivariolique et de protection des enfants. Il reçoit alors des récompenses honorifiques sous le Second Empire. Il est cependant un partisan de la République avec le soutien des industriels où le parti est déjà puissant, le canton du Thillot étant le seul des Vosges votant « non » au plébiscite du 8 mai 1870.
En 1871, il fait appel avec ses camarades à Jules Ferry pour les élections cantonales contre Louis Buffet qui est battu et garde le canton jusqu'à sa mort en 1893. Louis Parisot est élu conseiller d'arrondissement du canton du Thillot en 1871 dont il devient le président. Il entre dans la loge maçonnique le Travail de Remiremont en 1874, la même année que son entrée dans le conseil municipal du Thillot avant d'en devenir le maire en 1876. Il devient alors le chef des républicains du canton et préside l'Alliance républicaine. En 1893, il remplace Jules Ferry, décédé, comme conseiller général du canton du Thillot jusqu'en 1904 où il ne se représente pas. Il démissionne en 1893 de ses mandats de conseiller d'arrondissement et de maire.  
Après la mort de Christian Kiener, il entre au Sénat en 1896 face à un républicain très modéré, le docteur Joyeux. Il est lui-même soutenu par Jules Méline alors qu'il incarne un républicain plus proche de la Montagne que de la Plaine. Il siège au groupe de l'Union républicaine. Il s'occupe essentiellement des demandes locales de ses administrés, déposant nombre de pétitions provenant de diverses classes sociales. Il est donc élu président de la commission des pétitions du Sénat. En 1899, il dirige la commission de changer la loi de 1871 sur les conseils généraux. Louis Parisot fait partie de la minorité des Vosges à soutenir le gouvernement Waldeck-Rousseau et vote en la séparation des Églises et de l'État en 1905. Il devient ensuite président d'honneur de l'association républicaine démocratique du canton. Il ne se représente pas en 1909 en raison de son âge avancé et de problèmes de santé. 
Il était aussi suppléant de juge de paix.

## Décoration
- Chevalier de la Légion d'honneur (1895)
- Chevalier de l'ordre des Palmes académiques